# Dekanat werenowski
Dekanat werenowski – jeden z dziewięciu dekanatów wchodzących w skład eparchii grodzieńskiej i wołkowyskiej Egzarchatu Białoruskiego Patriarchatu Moskiewskiego.
Dziekanem jest ks. Ihar Wałoszyn.

## Parafie w dekanacie[1]
- Parafia św. Eufrozyny Połockiej w Raduniu
  - Cerkiew św. Eufrozyny Połockiej w Raduniu
- Parafia św. Aleksandra Newskiego w Werenowie
  - Cerkiew św. Aleksandra Newskiego w Werenowie
- Parafia Świętych Męczenników Wileńskich Antoniego, Jana i Eustachego w Zabłociu
  - Cerkiew Świętych Męczenników Wileńskich Antoniego, Jana i Eustachego w Zabłociu

## Galeria

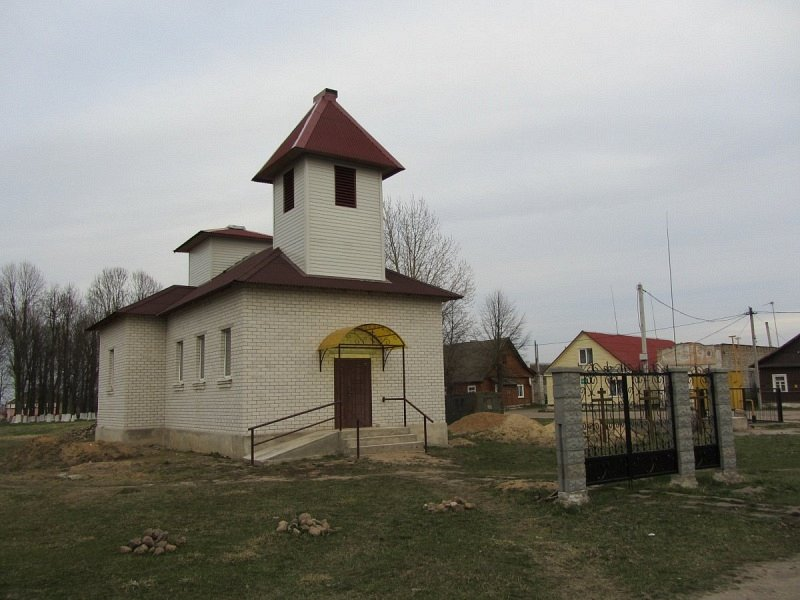
Cerkiew św. Eufrozyny Połockiej w Raduniu
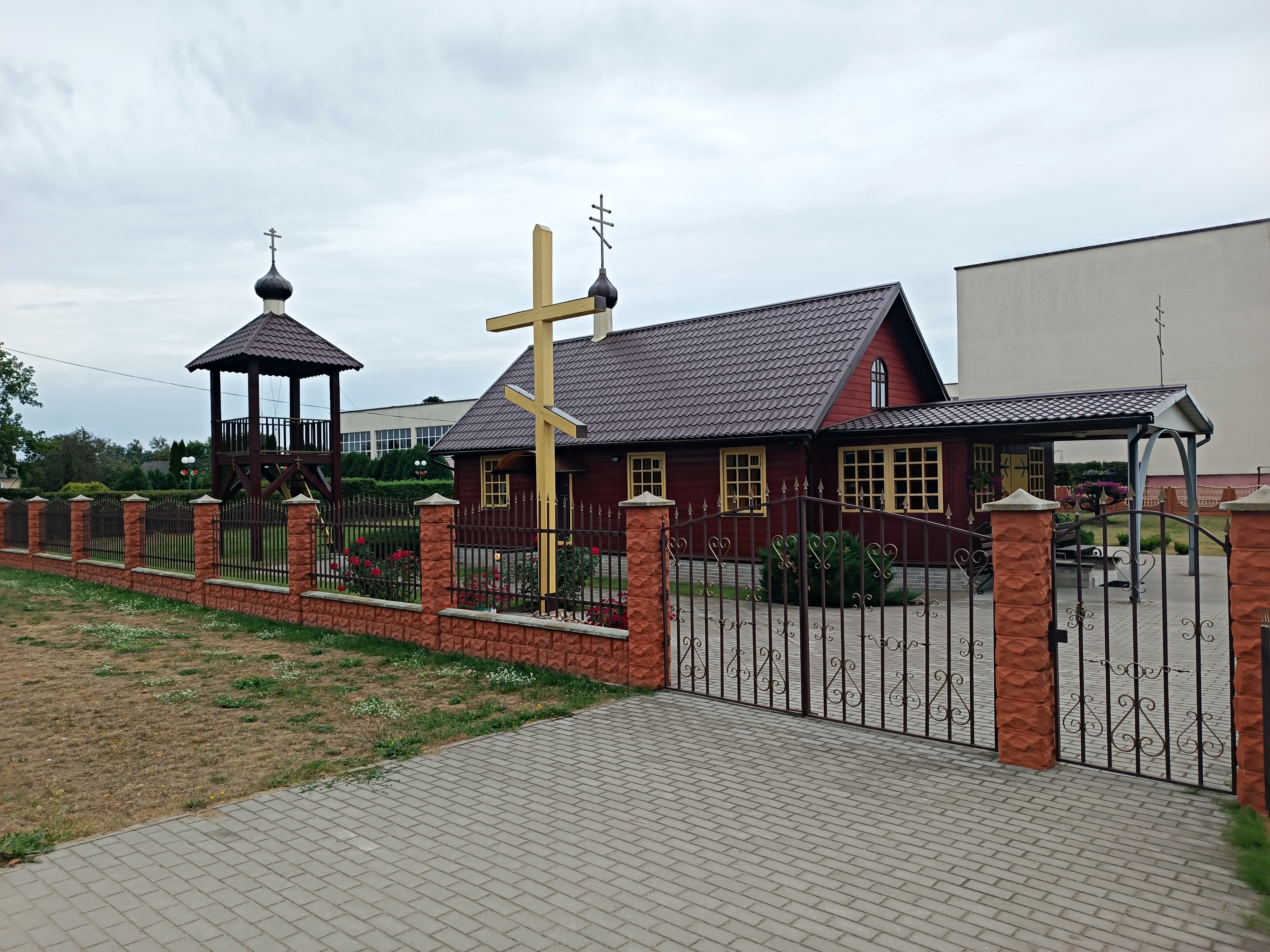
Cerkiew Świętych Męczenników Wileńskich Antoniego, Jana i Eustachego w Zabłociu